# 障害物表示灯

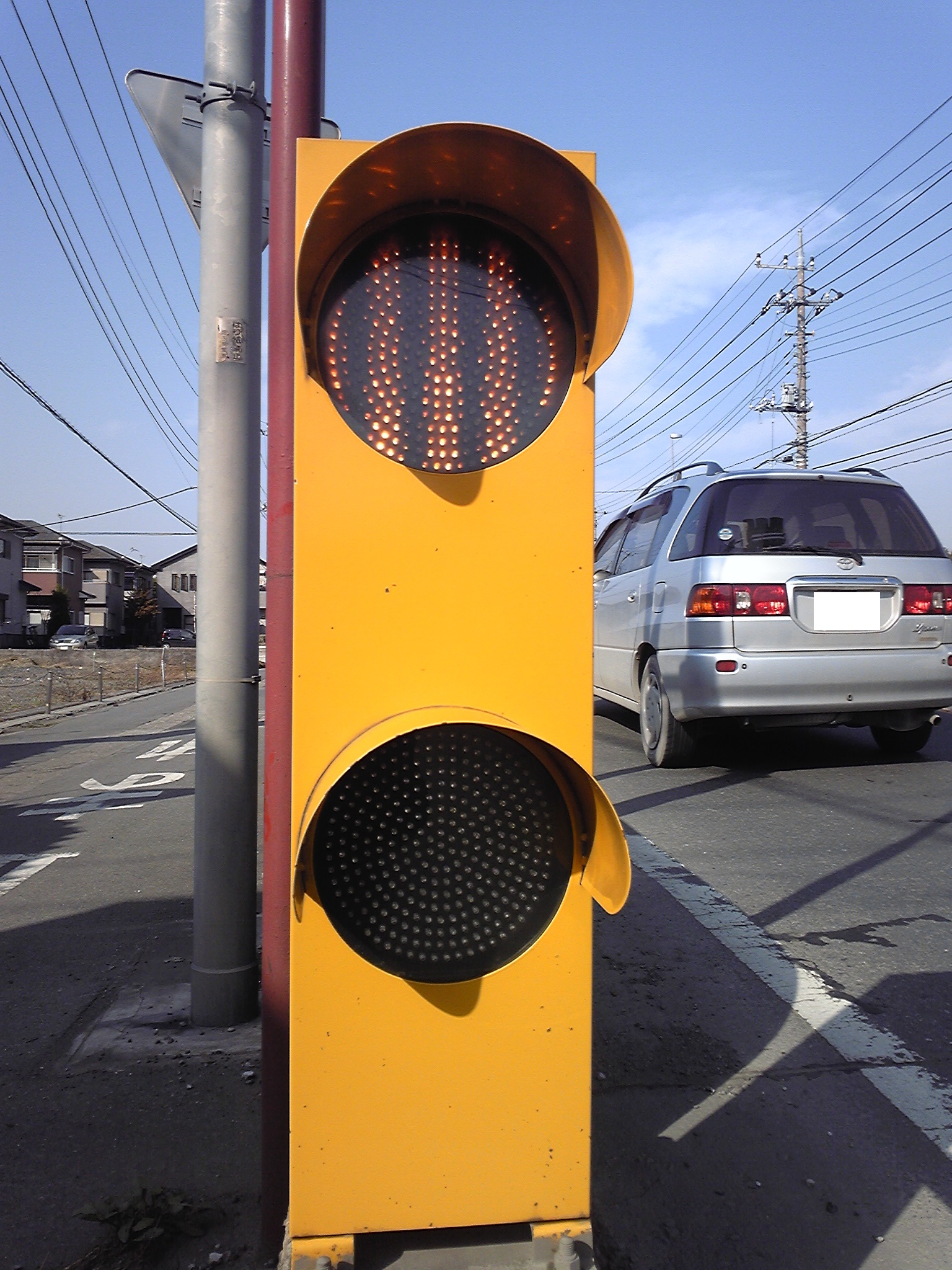
LED式の障害物表示灯（ブリンカーライト）

障害物表示灯（しょうがいぶつひょうじとう）とは主に黄色点滅光により障害物の存在を警告されるものである。ブリンカーライトとも呼ばれる。

## 概要
道路分岐部・中央分離帯・橋脚などの道路交通の障害物となる場所に衝突や接触を防止するために設置される。
発光色も黄色が主流であるが、白や赤に点灯するものも製造されている。規格として統一されておらずメーカーによって様々な種類のものがあり、ランプの配置によって一体型と分離型に分かれ、更に光源のなるランプも電球式とLED式に分かれる。ランプの数は1・2・4とあるが、一般的にはランプの数は2である。ランプ部の直径は標準で200 mm（ミリメートル）ほど。外観は鋼板を黄色または緑色に塗装したものが一般的であるが、黒色や茶色、黒色と黄色のストライプとなったものなどがある。ソーラーパネルを取付けて太陽光発電に対応したものもある。
警察が設置・管理する交通信号機とは違い道路管理者が設置するものであり、減速や一時停止などの義務を伴わない。
積雪寒冷地では積雪や結氷によらず機能を持たせるため積雪深や堆雪高を考慮した設置が行われる。